# Campeonato Chileno de Futebol de 1987 - Terceira Divisão
O Campeonato Chileno de Futebol de Terceira Divisão de 1987 (oficialmente Campeonato Oficial de Fútbol de la Tercera División de Chile 1987) foi a 7ª edição do campeonato do futebol do Chile, terceira divisão. Os 20 clubes jogam em turno e returno em dois grupos regionalizados de 10. Os dois melhores de cada grupo vão à fase final, onde o campeão e o vice são promovidos para o Campeonato Chileno de Futebol de 1988 - Segunda Divisão. O último colocado de cada grupo seria rebaixado para o Campeonato Chileno de Futebol de 1988 - Quarta Divisão

## Participantes
| Equipe                                        | Cidade           | Região                           | No ano anterior                                                    | Estádio                                     | Capacidade | Títulos        | Participações |
| --------------------------------------------- | ---------------- | -------------------------------- | ------------------------------------------------------------------ | ------------------------------------------- | ---------- | -------------- | ------------- |
| Club Deportivo Rengo                          | Rengo            | Região de O'Higgins              | Quarto Lugar (Ascenso)                                             | Estádio Municipal Guillermo Guzmán Díaz     | 5.000      | 0 (não possui) | 2             |
| Club Deportivo Cultural Doñihue               | Doñihue          | Região de O'Higgins              | Quinto Lugar (Zona Sul)                                            | Estádio Súper Pollo                         | 1.500      | 0 (não possui) | 7             |
| Club Deportivo Defensor Casablanca            | Casablanca       | Região de Valparaíso             | Décimo Lugar (Zona Norte)                                          | Raúl Vargas Verdejo                         | 2.500      | 0 (não possui) | 7             |
| Club de Deportes Maipo                        | Isla de Maipo    | Região Metropolitana de Santiago | Oitavo Lugar (Zona Sul)                                            | ----                                        | ---        | 0 (não possui) | 7             |
| Club Social y Deportivo Goodyear              | Maipú            | Região Metropolitana de Santiago | Sexto Lugar (Zona Norte)                                           | ---                                         | --         | 0 (não possui) | 7             |
| Club Deportivo Lautaro de Buin                | Buin             | Região Metropolitana de Santiago | Terceiro Lugar (Zona Sul)                                          | Estádio Lautaro de Buin                     | 1.500      | 0 (não possui) | 7             |
| Club Deportivo Municipal Talagante            | Talagante        | Região Metropolitana de Santiago | Sétimo Lugar (Zona Norte)                                          | Estádio Municipal Lucas Pacheco Toro        | ---        | 0 (não possui) | 6             |
| Club de Deportes Sportivo Cartagena           | Cartagena        | Região de Valparaíso             | Décimo Primeiro Lugar (Zona Norte)                                 | ---                                         | --         | 0 (não possui) | 5             |
| Club de Deportes Comercio de Llay-Llay        | Llaillay         | Região de Valparaíso             | Quinto Lugar (Zona Norte)                                          | ---                                         | --         | 0 (não possui) | 5             |
| Juventud Puente Alto                          | Puente Alto      | Região Metropolitana de Santiago | Terceiro Lugar (Ascenso)                                           | Estádio Municipal de Puente Alto            | 1.900      | 0 (não possui) | 2             |
| Ferroviarios de Chile                         | Estación Central | Região Metropolitana de Santiago | Terceiro Lugar (Zona Norte)                                        | Estádio Ferroviário Hugo Arqueros Rodríguez | 30.000     | 0 (não possui) | 5             |
| Colchagua Club de Deportes                    | San Fernando     | Região de O'Higgins              | Sétimo Lugar (Zona Sul)                                            | Estádio Municipal Jorge Silva Valenzuela    | 5.900      | 0 (não possui) | 4             |
| Juventud Chépica                              | Chépica          | Região de O'Higgins              | Sexto Lugar (Zona Sul)                                             | ---                                         | ---        | 0 (não possui) | 4             |
| Corporación Club de Deportes Santiago Morning | Independencia    | Metropolitana de Santiago        | Quarto Lugar (Zona Norte)                                          | Santa Laura                                 | 22.375     | 1 (1984)       | 3             |
| Club de Deportes Victoria                     | Victoria         | Região de Araucanía              | Quarto Lugar (Zona Sul)                                            | Estádio Municipal de Victoria               | 3.000      | 0 (não possui) | 4             |
| Club Deportivo Con Con National               | Concón           | Região de Valparaíso             | Nono Lugar (Zona Norte)                                            | ---                                         | --         | 0 (não possui) | 5             |
| Juventud Ferro                                | Chimbarongo      | Região de O'Higgins              | Nono Lugar (Zona Sul)                                              | Estádio Municipal de Chimbarongo            | --         | 0 (não possui) | 2             |
| Juventud O'Higgins                            | Curacaví         | Região Metropolitana de Santiago | Oitavo Lugar (Zona Norte)                                          | Estádio Ferroviário Hugo Arqueros Rodríguez | 30.000     | 0 (não possui) | 2             |
| Club Deportivo Gasco                          | Santiago         | Metropolitana de Santiago        | Acesso pelo Campeonato Chileno de Futebol de 1986 - Quarta Divisão | ---                                         | --         | 0 (não possui) | 1             |

## Campeão
| Campeão Chileno Terceira Divisão 1987                         |
| ------------------------------------------------------------- |
| Colchagua Club de Deportes (San Fernando) (1º título) Campeão |